# Freezing Moon
«Freezing Moon» es el primer sencillo de la banda noruega de black metal Mayhem, publicado en 1996 en la memoria del vocalista Per "Dead" Yngve Ohlin (suicidio en 1991) y el guitarrista Øystein "Euronymous" Aarseth (asesinado en 1993 por el músico Varg Vikernes).
La letra de la canción fue escrita por Dead cuando todavía estaba en la banda Morbid y relata la experiencia de una persona muerta.
La canción fue tocada por primera vez en Sarpsborg, Noruega en febrero de 1990 y más tarde en Leipzig, Alemania; ambas versiones fueron publicadas años más tarde.
El 8 de abril de 1991 Dead se suicida y Necrobutcher (bajista) se marcha de la banda tras una discusión con Euronymous. Tras probar suerte con Occultus como sustituto de ambos (llegó a tocar «Freezing Moon» en alguna ocasión), Euronymous contrató al vocalista húngaro Attila Csihar, al guitarrista Snorre Ruch y al bajista Varg Vikernes. Formada otra vez la banda, comienzan a grabar lo que sería su primer álbum de estudio (aunque Ruch, finalmente, no participó en él), De Mysteriis Dom Sathanas, usando las letras escritas por Dead. El asesinato de Euronymous a manos de Vikernes provocó la disolución de Mayhem y el álbum tuvo que esperar hasta 1994 para ser publicado.
Tras la reformación de la banda en 1995, «Freezing Moon» no ha faltado en ninguno de sus conciertos y ha aparecido en álbumes posteriores como Out from the dark, Mediolanum Capta Est, Live in Marseille, European Legions, etc.

## Lista de temas
1. «Freezing Moon» – 6:16
2. «Carnage» – 3:47

## Créditos
- Dead (Per Yngve Ohlin) - voz
- Euronymous (Øystein Aarseth) - guitarra
- Necrobutcher (Jørn Stubberud) - bajo
- Hellhammer (Jan Axel Blomberg) - batería

- Datos: Q5869211